# Marie Louise Stern-Loridan
Marie Louise Stern-Loridan, geborene Sender, (* 27. August 1911 in Saarbrücken; † 17. Februar 2004 in Brüssel) war eine jüdische Widerstandskämpferin gegen den Nationalsozialismus. Nach dem Zweiten Weltkrieg wurde sie Rechtsanwältin in den Vereinigten Staaten und Belgien.

## Leben
Marie Louise Sender wuchs als Tochter einer jüdischen Familie in Saarbrücken auf. Nach dem Abschluss der Schule studierte sie in Genf. 1933 heiratete sie Peter August Stern, den damaligen Chefredakteur des Saarbrücker Abendblattes. Auf Grund der antisemitischen Einstellung des Aufsichtsrates dieser Zeitung verlor ihr Mann seine Arbeit.
Gemeinsam gründeten die beiden den Westland-Verlag und gaben die Wochenzeitung Westland, ein radikaldemokratisches Blatt, heraus, das dem aufkeimenden Nationalsozialismus ablehnend gegenüberstand. Formal hatte Marie Louise Stern nur einen Anteil von 2,5 % am Verlag, da sie nicht mehr Einwohnerin des Saargebietes war. Marie Louise Stern engagierte sich als Redakteurin sowohl bei Westland als auch dem Nachfolgeblatt Grenzland, das ab 1934 erschien. Zudem engagierte sie sich als Fluchthelferin für Hitlergegner aus dem Dritten Reich, die sie mit dem Fahrrad ins Saargebiet eskortierte, unter anderem half sie Wilhelm Sollmann, über die Grenze zu gelangen. Dabei verkleidete sie sich, indem sie ihre von Natur aus blonden Haare zu Zöpfen zusammenband, um so dem propagierten Schönheitsideal eines „arischen“ Mädchens zu entsprechen. Freunde von ihr erlaubten sich einen Scherz, indem sie ein Foto von ihr an den Völkischen Beobachter sandten. Das Bild wurde tatsächlich mit der Bildunterschrift „Ein deutsches Mädel von der Saar“ veröffentlicht.
Nach der Saarabstimmung floh sie gemeinsam mit ihrem Mann nach Paris. Dort unterstützte sie die verlegerische Tätigkeit ihres Mannes finanziell, da sie eine Anstellung als Direktionssekretärin in einem Pariser Unternehmen fand. Nach Beginn des Westfeldzuges wurde Stern in Gurs interniert, jedoch auf Grund der französischen Staatsbürgerschaft ihrer Eltern wieder freigelassen. Sie organisierte dann zusammen mit ihrem Mann die Flucht nach New York City. In den Vereinigten Staaten arbeitete sie als Sekretärin für Boujoirs & Chanel und blieb nach Kriegsende in New York. Ende 1946 wurde sie in die Vereinigten Staaten eingebürgert. Dort überraschte sie am 4. April 1947 die Nachricht vom Tod ihres Mannes, der unter Multipler Sklerose litt. Er war zurück nach Deutschland gereist, um sich beim Wiederaufbau zu engagieren. Lediglich zur Beerdigung kehrte sie kurz nach Saarbrücken zurück. Wieder in den Vereinigten Staaten, studierte sie Jura an der New York Law School und arbeitete als Anwältin.
Im Jahr 1965 heiratete sie den belgischen Diplomaten Walter Loridan, der Botschafter bei den Vereinten Nationen war. Gemeinsam mit ihrem Mann wohnte sie in Brüssel und Washington, D.C. und arbeitete weiter als Rechtsanwältin.